# Деревій причорноморський
Деревій причорноморський або деревій чорноморський (Achillea euxina) — вид рослин родини айстрові (Asteraceae), ендемік півдня України.

## Опис
Багаторічна рослина 30–70 см заввишки. Все листя перисторозсічене. Рослина густо запушена короткими волосками. Язички крайових квіток рожеві, пурпурові, рідко — білі.

## Поширення
Вид є ендеміком півдня України.
В Україні зростає на приморських пісках — у Степу рідко (Миколаївська, Херсонська та Запорізька області). Входить у перелік видів, які перебувають під загрозою зникнення на території Запорізької області.